# LV-9121
La LV-9121 és una carretera antigament anomenada veïnal, actualment gestionada per la Diputació de Lleida. La L correspon a la demarcació provincial de Lleida, i la V a la seva antiga consideració de veïnal.
És una carretera del Pallars Jussà, de la xarxa local de Catalunya, de 7,75 quilòmetres de llargària, que té l'origen a la C-13, en terme de Castell de Mur, prop de l'Estació de Cellers-Llimiana i el destí final en el poble de Llimiana. Just en el seu arrencament, travessa la Noguera Pallaresa, per damunt del Pantà dels Terradets, pel Pont nou de Monares, que substitueix l'antic Pont de Monares, submergit actualment sota les aigües de l'embassament.
Només trepitja dos termes municipals: Castell de Mur i Llimiana, i mena a la vila de Llimiana i, a través de pistes rurals, al veïnat dels Masos de Llimiana, o el Mas de Solduga. Ja a prop de Llimiana, prop del punt quilomètric 6,7 troba l'arrencament d'una pista rural asfaltada (carretera local, de fet), que mena a Sant Cristòfol de la Vall, Sant Martí de Barcedana, Mata-solana, l'Hostal Roig i enllaça, a les Forques, sota el Cinglo del Desferrador de la Serra del Cucuc amb la carretera L-913, que mena a Vilanova de Meià.
En 7,75 quilòmetres de recorregut puja 401,1 m.

## Estadístiques del trànsit
- Any 2004: LV-9121 Arxivat 2010-04-05 a Wayback Machine. PDF
- Any 2005: LV-9121 Arxivat 2010-04-05 a Wayback Machine. PDF
- Any 2006: LV-9121 Arxivat 2010-04-05 a Wayback Machine. PDF
- Any 2007: LV-9121 Arxivat 2010-04-05 a Wayback Machine. PDF
- Any 2008: LV-9121 Arxivat 2010-04-04 a Wayback Machine. PDF.